# Los cazahuesos
Los cazahuezos (en inglés The Bonehunters) es el sexto volumen de la serie de fantasía épica Malaz: El Libro de los Caídos del autor canadiense Steven Erikson. Los cazahuesos es una secuela directa del cuarto volumen de la serie, La Casa de Cadenas, y alude a los eventos del quinto volumen, Mareas de medianoche.
La novela se publicó por primera vez en el Reino Unido el 1 de marzo de 2006. La primera edición de Estados Unidos se publicó en septiembre de 2007.

## Resumen de la trama
Los cazahuesos comienza dos meses después de los eventos de La Casa de Cadenas. El Decimocuarto Ejército de Malaz ha destruido el ejército del Torbellino, y la Consejera Tavore Paran ha ejecutado a Sha'ik. El Decimocuarto ahora está presionando hacia el oeste, persiguiendo los restos de la rebelión del Torbellino (bajo el mando de Leoman de los Mayales), mientras busca refugio en la ciudad fortaleza de Y'Ghatan, donde el Imperio de Malaz ha enfrentado cruentas derrotas en el pasado. Mientras tanto, Dujek Unbrazo, que se ha ganado de nuevo el favor de la emperatriz Laseen, ha aterrizado en la costa norte de Siete Ciudades para completar la tarea de aplacar a la rebelión, pero allí se ha desatado una plaga mortal. Ganoes Paran, el nuevo maestro de la baraja de dragones, llega a Genabackis para ayudar a lidiar con el caos. En otros lugares, el equilibrio de poder está cambiando en la Corte Imperial de Malaz, y se han avistado extraños barcos negros en las aguas que rodean a Quon Tali y Siete Ciudades. 
La búsqueda de la fuerza expedicionaria del Imperio Letherii para encontrar guerreros dignos de enfrentarse al emperador Rhulad Sengar en batalla está a punto de ser correspondida por duplicado.

## Recepción
Publishers Weekly calificó el libro como «pesado y sombrío» y que Erikson se las arregla para «mantener a los fanáticos comprometidos mientras se engancha en líneas argumentales que se enredan y se expanden».